# Schizothorax richardsonii
Schizothorax richardsonii es una especie de peces de la familia Cyprinidae en el orden de los Cypriniformes.

## Morfología
Los machos pueden llegar alcanzar los 60 cm de longitud total.

## Hábitat
Es un pez de agua dulce.

## Distribución geográfica
Se encuentra en Sikkim, Bután, Nepal, Pakistán, Afganistán y en las regiones  Himalayas de la India.